# Liste der denkmalgeschützten Objekte in Častá
Die Liste der denkmalgeschützten Objekte in Častá enthält die 29 nach slowakischen Denkmalschutzvorschriften geschützten Objekte in der Gemeinde Častá (dt. Schattmannsdorf) im Okres Pezinok (dt. Bösing).

## Denkmäler
| Foto |                 | Denkmal / č. ÚZPF                                        | Standort / Konskr. Nr.                                  | Offizielle Beschreibung                       | Beschreibung                                            | Metadaten                                                                 |
| ---- | --------------- | -------------------------------------------------------- | ------------------------------------------------------- | --------------------------------------------- | ------------------------------------------------------- | ------------------------------------------------------------------------- |
| ja   | Datei hochladen | Palast(sk) Burg Červený Kameň ObjektID: 107-391/1        | 0 (Nad obcami Castá,Píl) Standort KG: Častá Konskr.Nr.: | palác s nádvorím; Cervený Kamen               | Schlosshof                                              | č. NKP: 107-391/1 Stand des NKP: 2012-02-08 Name: PALÁC                   |
| ja   | Datei hochladen | Vorwerk I(sk) ObjektID: 107-391/2                        | 0, KG: Častá Konskr.Nr.:                                | hradné jadro; vnútorné nádvorie paláca        | Kernburg, Innenhof de Palastes                          | č. NKP: 107-391/2 Stand des NKP: 2012-02-08 Name: NÁDVORIE HRADNÉ I.      |
| ja   | Datei hochladen | Burgbrunnen(sk) ObjektID: 107-391/4                      | Standort KG: Častá Konskr.Nr.:                          | palác s nádvorím; Hradná studna               | Schlosshof; der Burgbrunnen                             | č. NKP: 107-391/4 Stand des NKP: 2012-02-08 Name: STUDŇA HRADNÁ           |
| ja   | Datei hochladen | Graben(sk) ObjektID: 107-391/7                           | KG: Častá Konskr.Nr.:                                   | palác s nádvorím; priekopa                    | Schlosshof, Graben                                      | č. NKP: 107-391/7 Stand des NKP: 2012-02-08 Name: PRIEKOPA                |
|      | Datei hochladen | Eingangsgebäude(sk) ObjektID: 107-391/8                  | KG: Častá Konskr.Nr.:                                   | predhradie I. vstupná budova 1.predhradia     | Vorwerk I, Eingangsbau                                  | č. NKP: 107-391/8 Stand des NKP: 2012-02-08 Name: BUDOVA VSTUPNÁ          |
| ja   | Datei hochladen | Wirtschaftsgebäude(sk) ObjektID: 107-391/9               | KG: Častá Konskr.Nr.:                                   | predhradie I. Západná hosp.budova             | Vorwerk I, westliches Wirtschaftsgebäude                | č. NKP: 107-391/9 Stand des NKP: 2012-02-08 Name: STAVBA HOSPODÁRSKA      |
|      | Datei hochladen | Aufbau(sk) ObjektID: 107-391/10                          | (Na juzných hradbách) KG: Častá Konskr.Nr.:             | predhradie I. stavby 1.predhradia             | Vorwerk I, Aufbau                                       | č. NKP: 107-391/10 Stand des NKP: 2012-02-08 Name: STAVBY                 |
|      | Datei hochladen | Kastellanhaus(sk) ObjektID: 107-391/11                   | KG: Častá Konskr.Nr.:                                   | predhradie I. Kastelánov dom                  | Vorwerk I                                               | č. NKP: 107-391/11 Stand des NKP: 2012-02-08 Name: DOM KASTELÁNA          |
| BW   | Datei hochladen | nördliche Burgmauer(sk) ObjektID: 107-391/12             | Standort KG: Častá Konskr.Nr.:                          | predhradie I. Severný hradobný múr            | Vorwerk I                                               | č. NKP: 107-391/12 Stand des NKP: 2012-02-08 Name: MÚR HRADBOVÝ SEVERNÝ   |
| BW   | Datei hochladen | südliche Burgmauer(sk) ObjektID: 107-391/13              | Standort KG: Častá Konskr.Nr.:                          | predhradie I. Juzný hradobný múr              | Vorwerk I                                               | č. NKP: 107-391/13 Stand des NKP: 2012-02-08 Name: MÚR HRADBOVÝ JUŽNÝ     |
| ja   | Datei hochladen | Burgvorhof(sk) ObjektID: 107-391/14                      | KG: Častá Konskr.Nr.:                                   | predhradie I. priestor I.predhradia           | Vorwerk I, Barbakan                                     | č. NKP: 107-391/14 Stand des NKP: 2012-02-08 Name: NÁDVORIE HRADNÉ        |
|      | Datei hochladen | Zugangsbereich(sk) ObjektID: 107-391/19                  | KG: Častá Konskr.Nr.:                                   | predhradie II. prístupový priestor 2.predhrad | Vorwerk II,                                             | č. NKP: 107-391/19 Stand des NKP: 2012-02-08 Name: PRIESTOR PRÍSTUPOVÝ    |
|      | Datei hochladen | Park(sk) ObjektID: 107-391/20                            | KG: Častá Konskr.Nr.:                                   | predhradie II.                                | Vorwerk II                                              | č. NKP: 107-391/20 Stand des NKP: 2012-02-08 Name: PARK                   |
|      | Datei hochladen | Garten(sk) ObjektID: 107-391/21                          | KG: Častá Konskr.Nr.:                                   | predhradie II.                                | Vorwerk II                                              | č. NKP: 107-391/21 Stand des NKP: 2012-02-08 Name: ZÁHRADA                |
|      | Datei hochladen | Stallungen(sk) ObjektID: 107-391/22                      | KG: Častá Konskr.Nr.:                                   | Fragment koniarne                             | Reste der Stallungen                                    | č. NKP: 107-391/22 Stand des NKP: 2012-02-08 Name: KONIAREŇ               |
| ja   | Datei hochladen | Park(sk) ObjektID: 107-391/23                            | Standort KG: Častá Konskr.Nr.:                          | areál lesoparku;                              |                                                         | č. NKP: 107-391/23 Stand des NKP: 2012-02-08 Name: LESOPARK               |
|      | Datei hochladen | Reihe von Grabsteinen(sk) ObjektID: 107-391/26           | KG: Častá Konskr.Nr.:                                   | cintorín; súbor náhrobníkov                   | Friedhof                                                | č. NKP: 107-391/26 Stand des NKP: 2012-02-08 Name: NÁHROBNÍKY-SÚBOR       |
| BW   | Datei hochladen | jüdischer Friedhof(sk) ObjektID: 107-393/0               | (Les pri hrade C.Kame) Standort KG: Častá Konskr.Nr.:   | Zidovský cintorín                             |                                                         | č. NKP: 107-393/0 Stand des NKP: 2012-02-08 Name: CINTORÍN ŽIDOVSKÝ       |
|      | Datei hochladen | Denkmal(sk) ObjektID: 107-2235/0                         | (Pri hlavnej ceste) KG: Častá Konskr.Nr.:               | Fándly J. 1750-1811,spisovatel                | für Juraj Fándly, Schriftsteller, katholischer Priester | č. NKP: 107-2235/0 Stand des NKP: 2012-02-08 Name: POMNÍK                 |
|      | Datei hochladen | Brunnen(sk) ObjektID: 107-391/3                          | , KG: Častá Konskr.Nr.:                                 | palác s nádvorím; fontána na nádvorí          | Brunnen im Palastinnenhof                               | č. NKP: 107-391/3 Stand des NKP: 2012-02-08 Name: FONTÁNA                 |
|      | Datei hochladen | Burg(sk) ObjektID: 107-391/5                             | KG: Častá Konskr.Nr.:                                   | palác s nádvorím; Starsí hrad                 | Schlosshof, Altes Schloss                               | č. NKP: 107-391/5 Stand des NKP: 2012-02-08 Name: HRAD                    |
| ja   | Datei hochladen | Burgbrücke(sk) ObjektID: 107-391/6                       | KG: Častá Konskr.Nr.:                                   | palác s nádvorím; hradný most                 | Schlosshof, Schlossbrücke                               | č. NKP: 107-391/6 Stand des NKP: 2012-02-08 Name: MOST HRADNÝ             |
|      | Datei hochladen | Wohngebäude(sk) ObjektID: 107-391/15                     | KG: Častá Konskr.Nr.:                                   | predhradie II. obytná stavba 2.predhradia     | Vorwerk II                                              | č. NKP: 107-391/15 Stand des NKP: 2012-02-08 Name: STAVBA OBYTNÁ          |
|      | Datei hochladen | Hütte(sk) ObjektID: 107-391/16                           | KG: Častá Konskr.Nr.:                                   | predhradie II. vrátnica 2.predhradia          | Vorwerk II                                              | č. NKP: 107-391/16 Stand des NKP: 2012-02-08 Name: VRÁTNICA               |
|      | Datei hochladen | Befestigungsmauer mit Bastionen(sk) ObjektID: 107-391/17 | KG: Častá Konskr.Nr.:                                   | predhradie II. opevnenie 2.predhradia         | Vorwerk II                                              | č. NKP: 107-391/17 Stand des NKP: 2012-02-08 Name: MÚR HRADBOVÝ S BAŠTAMI |
|      | Datei hochladen | Umfassungsmauer(sk) ObjektID: 107-391/18                 | KG: Častá Konskr.Nr.:                                   | predhradie II. múr okolo záhrady              | Vorwerk II                                              | č. NKP: 107-391/18 Stand des NKP: 2012-02-08 Name: MÚR OHRADNÝ            |
| ja   | Datei hochladen | Kalvarienberg(sk) ObjektID: 107-391/24                   | , KG: Častá Konskr.Nr.:                                 | areál lesoparku; kalvária                     |                                                         | č. NKP: 107-391/24 Stand des NKP: 2012-02-08 Name: KALVÁRIA               |
| ja   | Datei hochladen | Kapelle(sk) ObjektID: 107-391/25                         | , KG: Častá Konskr.Nr.:                                 | areál lesoparku; pohrebná kaplnka             | Aufbahrungskapelle                                      | č. NKP: 107-391/25 Stand des NKP: 2012-02-08 Name: KAPLNKA POHREBNÁ       |
| ja   | Datei hochladen | Kirche(sk) ObjektID: 107-392/0                           | 1.mája ul. 0, Standort KG: Častá Konskr.Nr.:            | r.k.sv.Imricha;                               | römisch-katholische Kirche St. Emmerich                 | č. NKP: 107-392/0 Stand des NKP: 2012-02-08 Name: KOSTOL                  |

## Legende
Die Tabelle enthält im Einzelnen folgende Informationen:
| Foto:                    | Fotografie des Denkmals. |
| Denkmal / č. ÚZPF:       | Die Übersetzung der Bezeichnung des Denkmals, wie sie vom Slowakischen Denkmalamt (Pamiatkový úrad Slovenskej republiky) verwendet wird. Die Originalbezeichnung ist unter dem Fragezeichen angegeben. Fehlt die Übersetzung, so wird die Originalbezeichnung direkt angezeigt. Weiters ist die Objekt-Identifikationsnummer (Objekt ID) angeführt. Sie ist die offizielle, in der Slowakei eindeutige Nummer č. ÚZPF inklusive der zugehörigen Zählnummer, wie sie in den Daten des Denkmalamtes angegeben wird. Da diese nur innerhalb eines Landkreises gezählt wird, ist dessen Nummer der Denkmalnummer vorangestellt. |
| Standort:                | Wenn in der Liste vorhanden, ist die Adresse angegeben. In Klammern kann sich noch eine zusätzliche Adresse befinden, wenn es beispielsweise ein Eckhaus ist. Bei freistehenden Objekten ohne Adresse (zum Beispiel bei Bildstöcken) ist eine Adresse angegeben, die in der Nähe des Objekts liegt. Durch Aufruf des Links Standort wird die Lage des Denkmals in verschiedenen Kartenprojekten angezeigt. Darunter sind die Katastralgemeinde (KG) und, wenn vorhanden, die Konskriptionsnummer (Konskr. Nr.) angegeben.                                                                                                   |
| Offizielle Beschreibung: | Es ist die Kurzbeschreibung auf Slowakisch, wie sie in den offiziellen Listen angegeben ist, eingetragen. |
| Beschreibung:            | Kurze Angaben zum Denkmal auf Deutsch. |
| Metadaten:               | Zusätzlich werden, wenn in den persönlichen Einstellungen das Helferlein Dauerhaftes Einblenden von Metadaten aktiviert ist, ebensolche angezeigt. |

- Karte mit allen Koordinaten:
- OSM |
- WikiMap